# 金中镇
金中镇，是中华人民共和国贵州省貴陽市开阳县下辖的一个乡镇级行政单位。。1966年至1968年间曾设立县级的开阳特区，为国家磷矿基地。镇内有贵州省开磷集团有限责任公司。位于贵州省开阳县西北部。是一个典型的山区集镇。全镇总面积74.84平方公里，耕地面积2550亩，辖11个居委会，9个行政村，74个村民组，共31177人，其中农业人口14335人。主体产业是农业和矿产业。

## 行政区划
金中镇下辖以下地区：
洋水社区、开磷社区、中心村、金华村、沙坝村、大水村、茶园村、岩脚村、丰厚村、寨子村和茅坡村。